# Marco Khan
Marco Khanlian (en armenio: Մարկո Խանլեան, en persa: مارکو خانلیان‎), conocido como Marco Khan (en armenio: Մարկո Խան) es un actor estadounidense de origen armenio-iraní. 
Ha aparecido en numerosas películas y series de televisión como Pirates of the Caribbean: Dead Man's Chest, Iron Man, and 10,000 BC, así como en cortometrajes independientes.

## Biografía
Khan nació en Teherán, Irán, hijo de Anna (de soltera Karamian) y Levon Khanlian. Su padre era un armenio nacido en Líbano pero fue criado en Irán, dónde conoció a la madre de Khan, cuyos padres era de Georgia pero ella nació en Babol, Irán. Marco y su hermano menor, Aleko dejaron Irán a los 11 años para buscar una mejor educación. Fueron educados en el Orden mequitarista, el Collegio Armeno Moorat-Raphael en Venecia, Italia, y después en Catalina, California. Marco reside en Los Angeles, California.
A los 17 años, Marco aprendió inglés como cuarto idioma y asumió la responsabilidad de cuidar de toda su familia. Dirigió una serie de restaurantes (Marco's Pizzeria) durante 12 años para mantener a su familia. También tiene un hijo, al que ha criado solo. Marco tuvo una breve experiencia antes de dedicarse a la actuación en el fútbol semiprofesional y la lucha libre profesional, apodado «El terror persa».

## Filmografía

### Cine
| Año  | Títylo                                         | Rol                 | Notas                |
| ---- | ---------------------------------------------- | ------------------- | -------------------- |
| 1995 | Waterworld                                     | Smoker              | Also stunt performer |
| 1996 | American Tigers                                | Navy SEAL           | Also stunt performer |
| 1997 | True Vengeance                                 | Mike                | Also stunt performer |
| 1998 | Crossfire                                      | Thug #2             |                      |
| 1998 | The Howling Leopard                            | Hoss                |                      |
| 2001 | 15 Minutes                                     | Immigrant           |                      |
| 2001 | Women of the Night                             | Rand                | Also stunt performer |
| 2002 | In the Wrong Hands                             | Rocky               | Also stunt performer |
| 2003 | Date or Disaster                               | Dater               | Short film           |
| 2004 | September Tapes                                | Kidnapper           | Also stunt performer |
| 2005 | Pit Fighter                                    | Russian Fighter     | Also stunt performer |
| 2005 | American Fusion                                | Jeremy              |                      |
| 2005 | In the Blink of an Eye                         | The Bodyguard       | Short film           |
| 2005 | Looking for Comedy in the Muslim World         | Pakistani Comedian  |                      |
| 2006 | Hollywood Kills                                | The Assistant       |                      |
| 2006 | Click                                          | Habeeboo Entourage  |                      |
| 2006 | Pirates of the Caribbean: Dead Man's Chest     | Turkish Guard       |                      |
| 2006 | The Champ                                      | The Brute           | Short film           |
| 2006 | One Night With You                             | Alvin               |                      |
| 2007 | Assassin                                       | Assassin / Jon      | Short film           |
| 2007 | The Gene Generation                            | Bodyguard           |                      |
| 2008 | Iron Man                                       | Scarred Insurgent   |                      |
| 2008 | Gimme Some Loving                              | The Bad Guy         | Short film           |
| 2008 | 10,000 BC                                      | One-Eye             |                      |
| 2008 | You Don't Mess with the Zohan                  | Terrorist with Hand |                      |
| 2009 | The Grind                                      | 2nd Punisher        |                      |
| 2009 | 2012                                           | Preacher            | Uncredited           |
| 2011 | Jerusalem Countdown                            | Javad               |                      |
| 2011 | No Saints for Sinners                          | Tiny                |                      |
| 2011 | Beneath the Wheel                              | Farheed             | Short film           |
| 2012 | The Son of an Afghan Farmer                    | Rafi                |                      |
| 2013 | Betrayal                                       | Ricardo             |                      |
| 2013 | The Book of Esther                             | Bearded Guard       |                      |
| 2014 | God's Not Dead                                 | Misrab              |                      |
| 2014 | Camp X-Ray                                     | Mahmoud             |                      |
| 2014 | Sinbad: The Fifth Voyage                       | Mujeed              |                      |
| 2014 | Broken                                         | Hamad               | Short film           |
| 2015 | AWOL-72                                        | Apache              |                      |
| 2015 | Straw Doll                                     | Kevork Kachichian   | Short film           |
| 2016 | The Loner                                      | Roham Rouhani       |                      |
| 2016 | Mothers of the Desert                          | Bishop              | Short film           |
| 2016 | The Promise                                    | Mehmet              |                      |
| 2016 | Calico Skies                                   | Khan                |                      |
| 2019 | My Stretch of Texas Ground                     | Khalis              |                      |
| 2019 | East of Byzantium: War Gods and Warrior Saints | Attila The Hun      | Documentary film     |
| 2019 | I Am That Man                                  | Victor              |                      |
| 2019 | Midwater                                       | Old Man             | Short film           |
| 2020 | Run Sweetheart Run                             | Taxi Driver         |                      |
| 2021 | God's Not Dead: We the People                  | Misrab              |                      |

### Televisión
| Año     | Título                     | Rol               | Notas                                        |
| ------- | -------------------------- | ----------------- | -------------------------------------------- |
| 1998    | Columbo                    | Guard             | Episode: "Ashes to Ashes"                    |
| 2001    | Passion Cove               | Wrestler #2       | Episode: "Silent Night"                      |
| 2004    | Charmed                    | Thief #1          | Episode: "I Dream of Phoebe"                 |
| 2003–04 | JAG                        | Terrorist         | 2 episodes, also stunt performer             |
| 2005    | Untold Stories of the E.R. | Reenactment Actor | Episode: "How Can This Happen?"              |
| 2005    | E-Ring                     | Recruiter         | Episode: "Escape and Evade"                  |
| 2005    | 24                         | Gamil             | 3 episodes                                   |
| 2008    | Las Vegas                  | Man #1            | Episode: "3 Babes, 100 Guns and a Fat Chick" |
| 2012    | The Soul Man               | Shaikh Khalil     | Episode: "The God-Fathers"                   |
| 2017    | Curb Your Enthusiasm       | Swarthy Guy       | 2 episodes                                   |
| 2018    | SEAL Team                  | Bashir Kahn       | Episode: "Never Get Out of the Boat"         |
| 2018    | Counterpart                | Raash             | Recurring role; Season 2                     |
| 2018    | Splitting Up Together      | Amir              | Episode: "Street Meats"                      |
| 2020    | Black Monday               | Jimmy             | Episode: "Arthur Ponzarelli"                 |
| 2020    | I'm Sorry                  | Demitri           | Unaired episode                              |
| 2021    | NCIS                       | Kidnapper         | Episode: "True Believer", uncredited         |
| 2021    | The Chosen                 | Husham            | 2 episodes                                   |
| 2022    | Echo 3                     | Majid             | 2 episodes                                   |
| 2023    | The Mandalorian            | Warlord           | Episode: "Chapter 23: The Spies"             |
| 2023    | NCIS: Los Angeles          | Ahmad Mahmad      | Episode: "In the Name of Honor"              |
| 2023    | This Fool                  | Farhad            | 2 episodes                                   |

### Videojuegos
| Año  | Título                          | Rol              | Notas      |
| ---- | ------------------------------- | ---------------- | ---------- |
| 2005 | SWAT 4: The Stetchkov Syndicate | Male Bulgarian 1 | Voice role |